# Passeig de la Vall d'Hebron
El Passeig de la Vall d'Hebron és un carrer de Barcelona, a la vora de Collserola, als districtes de Gràcia i Horta-Guinardó. El seu traçat coincideix amb el de la Ronda de Dalt que passa soterrada i semisoterrada. El seu límit sud és la plaça d'Alfonso Comín, a partir de la qual es transforma en el Carrer d'Isaac Newton. Pel nord, el passeig acaba a la plaça de Karl Marx i passa a ser la Via Favència.
Antigament era un tram de la carretera de Cornellà a Fogars de Tordera, i a partir de 1927 canvià al nom de passeig de la Vall d'Hebron. El seu nom prové del monestir de Sant Jeroni de la Vall d'Hebron que existí del 1313 al 1835 i que hostatjà els Reis Catòlics.